# Ochthebius dilatatus
Ochthebius dilatatus es una especie de escarabajo del género Ochthebius, familia Hydraenidae. Fue descrita científicamente por Stephens en 1829.
Se distribuye por España (Riumar, provincia de Tarragona). Mide 2-2,2 milímetros de longitud.